# Jeetze zwischen Beetzendorf und Salzwedel
Jeetze zwischen Beetzendorf und Salzwedel este o arie protejată (arie specială de conservare — SAC, sit de importanță comunitară — SCI) din Germania întinsă pe o suprafață de 20,2 ha, integral pe uscat.

## Localizare
Centrul sitului Jeetze zwischen Beetzendorf und Salzwedel este situat la coordonatele 52°46′11″N 11°07′19″E / 52.7697°N 11.1219°E.

## Înființare
Situl Jeetze zwischen Beetzendorf und Salzwedel a fost declarat sit de importanță comunitară în martie 2004 pentru a proteja 5 specii de animale. Situl a fost protejat și ca arie specială de conservare în decembrie 2018.

## Biodiversitate
Situată în ecoregiunea continentală, aria protejată conține 2 habitate naturale: Cursuri de apă de la nivel de câmpie la nivel montan, cu vegetație Ranunculion fluitantis și Callitricho-Batrachion, Liziere de ierburi înalte hidrofile de câmpie și de nivel montan până la alpin.
La baza desemnării sitului se află mai multe specii protejate:
- mamifere (1): vidră de râu (Lutra lutra)
- nevertebrate (1): Unio crassus
- pești (3): avat (Aspius aspius), Cobitis taenia Complex, boarță (Rhodeus amarus)

Pe lângă speciile protejate, pe teritoriul sitului au mai fost identificate 2 specii de amfibieni, 4 specii de mamifere.